# Университет Париж-I Пантеон-Сорбона
Университетът Париж-I: Пантеон-Сорбон (на френски: Université Paris I Panthéon-Sorbonne) е университет в Париж, Франция.
Той е измежду 13-те наследници на Парижкия университет след неговото разделяне през 1971 година. Член е на университетското обединение Europaeum.
Има 3 департамента:
- департамент по икономика и стопанство,
- департамент по социални науки,
- юридическо-политически факултет.

## Почетни доктори
- Константинос Цацос, президент на Гърция от 1975 до 1980 г.[2]
- Нелсън Мандела, южноафрикански политик от народността кхоса, президент на Южноафриканската република от 1994 до 1999 г.[2]
- Левон Тер-Петросян, арменски политик, първият президент на Армения – от 1991 до 1998 г.[2]
- Леонел Фернандес, доминикански политик, президент на Доминиканската република от 1996 до 2012 г.[2]
- Пан Ки-мун, южнокорейски политик (външен министър) и дипломат, генерален секретар на ООН от 2007 до 2017 г.[3]